# Liste der Kulturdenkmale in Altenhausen

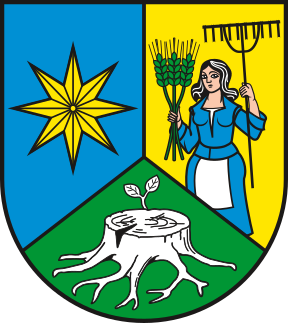
Wappen von Altenhausen

In der Liste der Kulturdenkmale in Altenhausen sind alle  Kulturdenkmale der Gemeinde Altenhausen und ihrer Ortsteile aufgelistet. Grundlage ist das Denkmalverzeichnis des Landes Sachsen-Anhalt, das auf Basis des Denkmalschutzgesetzes des Landes Sachsen-Anhalt vom 21. Oktober 1991 durch das Landesamt für Denkmalpflege und Archäologie Sachsen-Anhalt erstellt und seither laufend ergänzt wurde (Stand: 31. Dezember 2022).

## Kulturdenkmale nach Ortsteilen

### Altenhausen
| Lage                                                | Bezeichnung    | Beschreibung             | Erfassungs- nummer | Ausweisungsart | Bild           |
| --------------------------------------------------- | -------------- | ------------------------ | ------------------ | -------------- | -------------- |
| Am Teich 1, 3, 4, 5, 7, 9 (Karte)                   | Ortskern       |                          | 094 83983          | Denkmalbereich | BW             |
| Emdener Weg (Karte)                                 | Friedhof       | sog. Gräflicher Friedhof | 094 83984          | Baudenkmal     | BW             |
| Lange Straße (Karte)                                | Kirche         | Hl. Dreieinigkeit        | 094 83980          | Baudenkmal     | Weitere Bilder |
| Lange Straße 16, 18, 19, 20, 22, 23, 24, 25 (Karte) | Straßenzug     |                          | 094 83982          | Denkmalbereich | BW             |
| Lange Straße 3, 4, 4a (Karte)                       | Wirtschaftshof |                          | 094 83985          | Baudenkmal     | BW             |
| Schloßstraße 11, 12, 13, 14, 15, 16, 17 (Karte)     | Burg           | Schloss Altenhausen      | 094 83979          | Baudenkmal     | Weitere Bilder |

### Emden
| Lage                                                 | Bezeichnung     | Beschreibung                  | Erfassungs- nummer | Ausweisungsart               | Bild           |
| ---------------------------------------------------- | --------------- | ----------------------------- | ------------------ | ---------------------------- | -------------- |
| Altenhäuser Straße 6, 8, 10, An der Kirche 6 (Karte) | Häusergruppe    | Häusergruppe                  | 094 84731          | Denkmalbereich               | Weitere Bilder |
| Altenhäuser Straße, An der Kirche (Karte)            | Kirche          | Evangelische St.-Georg-Kirche | 094 84728          | Baudenkmal                   | Weitere Bilder |
| Dorfstraße 1 (Karte)                                 | Wohnhaus        |                               | 094 84733          | Baudenkmal                   | BW             |
| Hauptstraße 7 (Karte)                                | Bauernhof       | Ältester Krümlingshof         | 094 84734          | Baudenkmal                   | BW             |
| Hinterstraße 17,19 (Karte)                           | Bauernhof       |                               | 094 84732          | Baudenkmal                   | BW             |
| Schlossstraße 1, 3 (Karte)                           | Rittergut Emden | Rittergut                     | 094 84729          | Baudenkmal                   | Weitere Bilder |
| An der Bever, Hauptstraße, Schlossstraße (Karte)     | Park            | Park                          | 094 84729 001      | Teilobjekt eines Baudenkmals | BW             |

### Ivenrode
| Lage                                                 | Bezeichnung               | Beschreibung | Erfassungs- nummer | Ausweisungsart | Bild           |
| ---------------------------------------------------- | ------------------------- | ------------ | ------------------ | -------------- | -------------- |
| Altenhäuser Straße 21 (Karte)                        | Wohnhaus                  |              | 094 84940          | Baudenkmal     | BW             |
| Altenhäuser Straße 5, 7, 9, 11, 13, 15 (Karte)       | Straßenzeile, Häuserzeile |              | 094 84939          | Denkmalbereich | BW             |
| Haldensleber Straße 9, 11, 11a, 13, 15, 15a (Karte)  | Straßenzeile, Straßenraum |              | 094 84941          | Denkmalbereich | BW             |
| Hilgesdorfer Straße / Kanterie, Krumme Reihe (Karte) | Kirche                    | St. Salvator | 094 84943          | Baudenkmal     | Weitere Bilder |
| Hilgesdorfer Straße 10, 12, 14 (Karte)               | Straßenzeile              |              | 094 84942          | Denkmalbereich | BW             |
| Meisterstraße 3, 5 (Karte)                           | Häusergruppe              |              | 094 84944          | Denkmalbereich | BW             |

## Ehemalige Kulturdenkmale nach Ortsteilen
Die nachfolgenden Objekte waren ursprünglich ebenfalls denkmalgeschützt oder wurden in der Literatur als Kulturdenkmale geführt. Die Denkmale bestehen heute jedoch nicht mehr, ihre Unterschutzstellung wurde aufgehoben oder sie werden nicht mehr als Denkmale betrachtet. Mitunter sind Einzelobjekte aber noch immer Bestandteil eines geschützten Denkmalbereichs.

### Altenhausen
| Lage                    | Bezeichnung | Beschreibung  | Erfassungs- nummer | Ausweisungsart | Bild |
| ----------------------- | ----------- | ------------- | ------------------ | -------------- | ---- |
| Lange Straße 10 (Karte) | Armenhaus   | "Stützenhaus" | 094 83981          | Baudenkmal     | BW   |

### Emden
| Lage                          | Bezeichnung    | Beschreibung | Erfassungs- nummer | Ausweisungsart | Bild |
| ----------------------------- | -------------- | ------------ | ------------------ | -------------- | ---- |
| Altenhäuser Straße 12 (Karte) | Tagelöhnerhaus |              | 094 84730          | Baudenkmal     | BW   |

## Legende
In den Spalten befinden sich folgende Informationen:
- Lage: Nennt den Straßennamen und wenn vorhanden die Hausnummer des Kulturdenkmals. Die Grundsortierung der Liste erfolgt nach dieser Adresse. Der Link „Karte“ führt zu verschiedenen Kartendarstellungen und nennt die geographischen Koordinaten.
Link zu einem Kartenansichtstool, um Koordinaten zu setzen. In der Kartenansicht sind Baudenkmale ohne Koordinaten mit einem roten bzw. orangen Marker dargestellt und können in der Karte gesetzt werden. Baudenkmale ohne Bild sind mit einem blauen bzw. roten Marker gekennzeichnet, Baudenkmale mit Bild mit einem grünen bzw. orangen Marker.
- Offizielle Bezeichnung: Nennt den Namen, die Bezeichnung oder zumindest die Art des Kulturdenkmals und verlinkt, soweit vorhanden, auf den Artikel zum Objekt.
- Beschreibung: Nennt bauliche und geschichtliche Einzelheiten des Kulturdenkmals, vorzugsweise die Denkmaleigenschaften.
- Erfassungsnummer: Für jedes Kulturdenkmal wird in Sachsen-Anhalt eine 20stellige Erfassungsnummer vergeben. Die letzten zwölf Ziffern werden für die Untergliederung nach Teilobjekten genutzt und werden nur angegeben, soweit vergeben. In dieser Spalte kann sich folgendes Icon  befinden, dies führt zu Angaben zu diesem Baudenkmal bei Wikidata.
- Ausweisungsart: Die Einordnung des Denkmales nach § 2 Abs. 2 DenkmSchG LSA
- Bild: Ein Bild des Denkmales, und gegebenenfalls einen Link zu weiteren Fotos des Kulturdenkmals im Medienarchiv Wikimedia Commons. Wenn man auf das Kamerasymbol klickt, können Fotos zu Kulturdenkmalen aus dieser Liste hochgeladen werden: